# Zesknobbelspin
De zesknobbelspin (Cyclosa oculata) is een spinnensoort in de taxonomische indeling van de wielwebspinnen (Araneidae).
De soort werd voor het eerst wetenschappelijk beschreven door Charles Athanase Walckenaer in 1802. Oorspronkelijk werd de wetenschappelijke naam Aranea oculata gebruikt. Later werd de soort door dezelfde auteur beschreven onder de naam Epeira oculata. Ook is de spin door andere auteurs onder andere namen beschreven zoals Cyrtophora oculata en Singa tuberculata.
De zesknobbelspin is een vertegenwoordiger uit het geslacht Cyclosa.